# Mètode dinàmic
El mètode dinàmic és un procediment per a la determinació de les masses dels asteroides. El procediment deu el seu nom al seu ús de les lleis de Newton de la dinàmica, o el moviment dels asteroides, a mesura que es mouen al voltant del Sistema Solar. El procediment consisteix a prendre diverses mesures de posició per determinar la deflexió gravitacional causada quan dos o més asteroides es mouen més enllà de nosaltres. El mètode es basa en el fet que el gran nombre d'asteroides coneguts vol dir que de tant en tant es mouran un sobre l'altre a distàncies molt properes. Si almenys un dels dos cossos en interacció és prou gran, la seva influència gravitacional sobre l'altre pot revelar la seva massa. L'exactitud de la massa determinada està limitada per la precisió i la sincronització de les observacions astromètriques apropiades que es realitzen per a determinar la deflexió gravitacional causat per una interacció donada.
A causa que el mètode es basa en la detecció de la quantitat de deflexió gravitacional induïda durant una interacció, el procediment funciona millor per als objectes que es produeixen una gran desviació en les seves interaccions amb altres objectes. Això vol dir que el procediment funciona millor per a objectes grossos, però també es pot aplicar de manera efectiva als objectes que han repetit una estreta interacció entre si, tal com quan els dos objectes estan en ressonància orbital amb altres. Independentment de la massa dels objectes que interactuen, la quantitat de deflexió serà més gran si els objectes s'aproximen uns als altres i també serà més gran si els objectes passen lentament, per la qual cosa, permet més temps perquè la gravetat pertorbi les òrbites dels dos objectes. Per als asteroides prou grans, aquesta distància pot ser tan gran com ~ 0,1 UA, per als asteroides menys massius les condicions de la interacció haurien de ser corresponentment millors.

## Anàlisi matemàtica
La forma més simple de descriure la deflexió dels asteroides és en el cas en què un objecte és significativament més massiu que l'altre. En aquest cas, les equacions de moviment són les mateixes que les de la dispersió de Rutherford, que es dispersen entre objectes carregats de forma oposada (de manera que la força sigui atractiva en lloc de repulsiva). Quan es torna a escriure en la notació més familiar utilitzada en la mecànica celeste, l'angle de deflexió pot estar relacionat amb l'excentricitat de l'òrbita hiperbòlica de l'objecte més petit respecte a la més gran mitjançant la següent fórmula:
{\displaystyle \sin \left({\frac {\Theta }{2}}\right)={\frac {1}{\epsilon }}}
Una descripció més sofisticada emprant matrius es pot aconseguir separant la posició d'objectes observats en el cel com una funció del temps en la suma de dos components: un que és un resultat del moviment relatiu dels objectes, i l'altre el moviment induït per la influència gravitacional dels dos cossos. Les contribucions relatives dels dos termes en el millor ajust d'aquesta equació sobre les observacions reals dels objectes dels rendiments de les masses dels objectes.